# Matković Mala
Matković Mala falu Horvátországban, Bród-Szávamente megyében. Közigazgatásilag Podcrkavljéhoz tartozik.

## Fekvése
Bródtól légvonalban 12, közúton 15 km-re, községközpontjától légvonalban 4, közúton 5 km-re északra, Szlavónia középső részén, a Dilj-hegység területén, a Bródról Nekcsére menő főúttól keletre, a Fratrovac és Biličica-patakok völgye közötti magaslaton fekszik.

## Története
A régészeti leletek tanúsága szerint területén már ősidők óta éltek emberek. A „Brdo I”, „Brdo II na njivi” és a „Strana” nevű lelőhelyeken a történelem előtti időkből származó települések maradványai kerültek elő, míg a „Borik_Dragotin” lelőhelyen csontvázas temető került elő mellékleteivel együtt.
A települést 1720 körül alapították Boszniából érkezett katolikus horvát menekültek. Nevét a legnépesebb betelepülő családról a Matkovićról kapta. A legrégibb dokumentumokban Matković Mala a szomszédos Dubovikkal együtt szerepel. 1760-ban az egyházi vizitáció „Matkovje” néven említi 13 házzal, 23 családdal és 138 katolikus lakossal.

Az első katonai felmérés térképén „Matkovich Mala” néven található. Lipszky János 1808-ban Budán kiadott repertóriumában „Matkovicha Mala” néven szerepel. Nagy Lajos 1829-ben kiadott művében „Matkovicha (Mala)” néven 20 házzal, 109 katolikus vallású lakossal találjuk. A katonai közigazgatás megszüntetése után 1871-ben Pozsega vármegyéhez csatolták.
A településnek 1857-ben 94, 1910-ben 149 lakosa volt. Pozsega vármegye Bródi járásának része volt. Az 1910-es népszámlálás adatai szerint lakossága horvát anyanyelvű volt. Az első világháború után 1918-ban az új szerb-horvát-szlovén állam, majd később (1929-ben) Jugoszlávia része lett. 1991-től a független Horvátországhoz tartozik. 1991-ben teljes lakossága horvát nemzetiségű volt. 2011-ben a településnek 26 lakosa volt.

## Lakossága

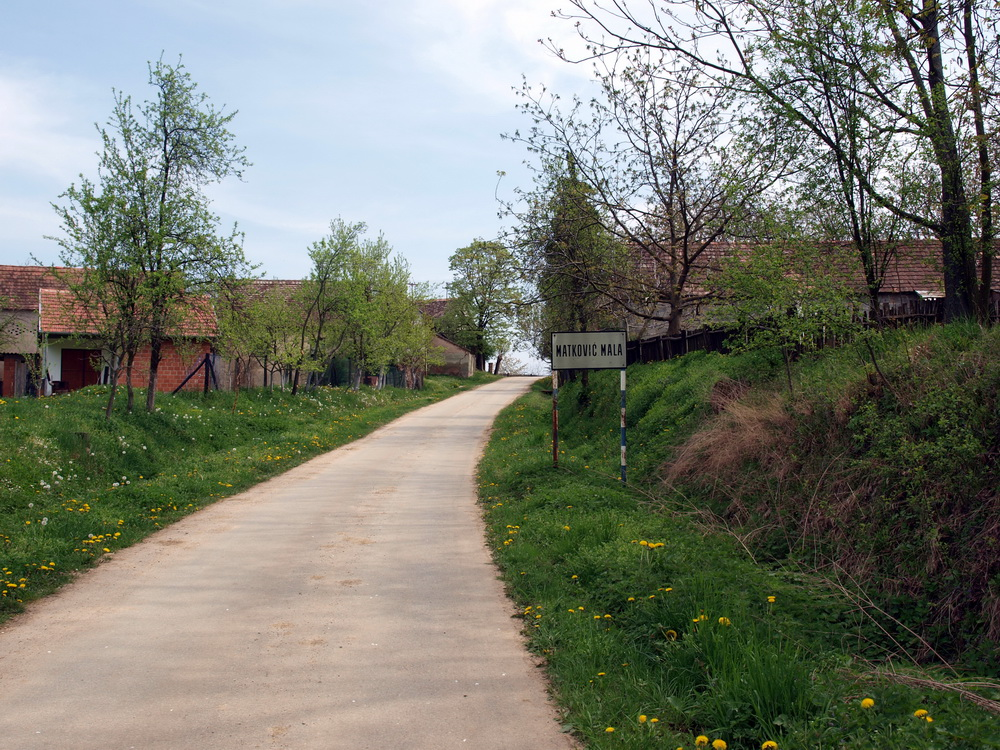
A falu bejárata.

| Lakosság változása | Lakosság változása | Lakosság változása | Lakosság változása | Lakosság változása | Lakosság változása | Lakosság változása | Lakosság változása | Lakosság változása | Lakosság változása | Lakosság változása | Lakosság változása | Lakosság változása | Lakosság változása | Lakosság változása | Lakosság változása |
| ------------------ | ------------------ | ------------------ | ------------------ | ------------------ | ------------------ | ------------------ | ------------------ | ------------------ | ------------------ | ------------------ | ------------------ | ------------------ | ------------------ | ------------------ | ------------------ |
| 1857               | 1869               | 1880               | 1890               | 1900               | 1910               | 1921               | 1931               | 1948               | 1953               | 1961               | 1971               | 1981               | 1991               | 2001               | 2011               |
| 94                 | 109                | 87                 | 106                | 148                | 149                | 136                | 154                | 151                | 145                | 128                | 102                | 65                 | 36                 | 25                 | 26                 |

## Nevezetességei
Szent Miklós tiszteletére szentelt római katolikus kápolnája 1925-ben épült.